# Agios Konstantinos (Ftiótide)
Agios Konstantinos (en griego: Άγιος Κωνσταντίνος) es una ciudad y antigua municipalidad en la Ftiótide, Grecia. Tras las reformas de la división administrativa se convirtió en parte de la municipalidad de Kamena Vourla y tiene actualmente el rango de unidad municipal. La unidad municipal tiene un área de 72 292 km2. Su población era de 3.183 habitantes en 2011.
La ciudad tiene un puerto con conexión regular por ferry a las islas de Skiathos, Skopelos y Alonnisos. Estas islas forman parte de las Espóradas (archipiélago septentrional).